# 羅特萬德山 (巴伐利亞)
47°39′1″N 11°56′4″E / 47.65028°N 11.93444°E

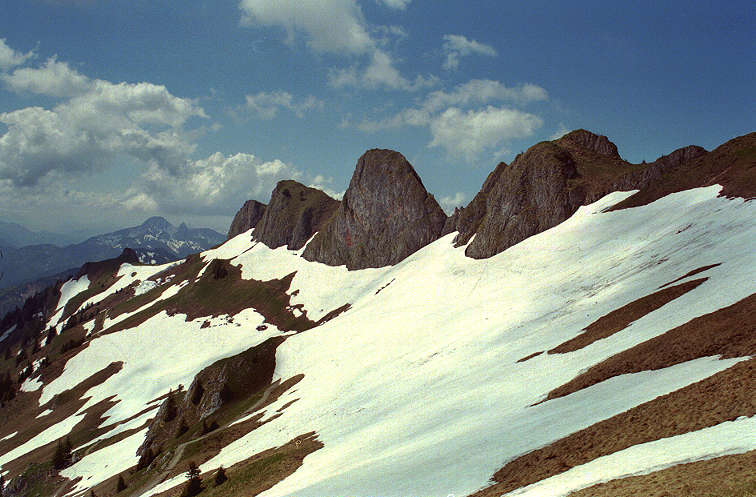

羅特萬德山（德語：Rotwand），是德國的山峰，位於該國東南部，由巴伐利亞負責管轄，屬於芒法爾山脈的一部分，距離後松文德約赫山5.7公里，海拔高度1,884米。